# Correzzana
Correzzana là một đô thị ở tỉnh Monza và Brianza, vùng Lombardia của Italia, khoảng 25 km về phía đông bắc của Milano. Tại thời điểm ngày 31 tháng 12 năm 2004, đô thị này có dân số 2.100 và diện tích là 2,5 km².
Correzzana giáp các đô thị sau: Besana in Brianza, Casatenovo, Triuggio, Lesmo.